# 斯波義豊
斯波 義豊（しば よしとよ、応永22年（1415年）- 永享4年6月13日（1432年7月10日））は室町時代の武将。斯波義淳の子。官途は従五位下治部大輔。

## 概要
応永22年（1415）、斯波義淳の嫡男として誕生。応永32年（1425年）11月20日に公家式にて元服。武衛家（斯波本家）の慣例として室町殿の上の字「義」を与えられ義豊と名乗る。「器用の人」として将来を嘱望され、ゆくゆくは父・義淳の跡を継ぎ武衛家の惣領となる筈であったが、父に先立って18歳で没した。法名は護眞院殿道英梅林。義淳には他に娘が一人いるだけで男児がおらず、義豊の叔父である斯波持有を後継者としていたが、翌年義淳が重病となると、将軍・足利義教が家督相続に介入、義豊のもう一人の叔父で僧籍にあった斯波義郷を後継者に指名した。